# Bibla
Bibla là một chi bướm ngày thuộc họ Bướm nâu.